# Flugzeugkollision von Mailand-Linate 2001
Bei der Flugzeugkollision von Mailand-Linate kollidierte am 8. Oktober 2001 am Flughafen Mailand-Linate eine McDonnell Douglas MD-87 der SAS Scandinavian Airlines (Flugnummer SK686) beim Start mit einem Cessna CitationJet CJ2 der Air Evex. Alle 114 Personen an Bord der beiden Flugzeuge sowie vier weitere am Boden kamen bei dem Unglück ums Leben. Außerdem gab es vier Verletzte. Es war das bisher schwerste Luftfahrtunglück Italiens.

## Unfallhergang
Am Tag des Unglücks lag dichter Nebel über dem Stadtflughafen Mailands, die Sichtweite lag bei weniger als 200 Metern.
Der Kapitän des Cessna CitationJet wurde angewiesen, vom westlichen Vorfeld über die nördliche Rollbahn R5 (grün) in Richtung  des nördlichen Vorfeldes zu rollen, von wo aus das Hauptrollfeld ohne Querung der Startbahn hätte erreicht werden können. Stattdessen steuerte er die Maschine jedoch über die südliche, die Startbahn kreuzende Rollbahn R6 (rot).
Zur selben Zeit, um 8:09:28 Uhr, bekam die MD-87 der SAS die Startfreigabe für Startbahn 36R (blau) und kollidierte 35 Sekunden später bei einer Geschwindigkeit von etwa 270 km/h mit der Cessna.
Bei dem Aufprall kam einer der Insassen der Cessna sofort ums Leben, die anderen drei verbrannten. Der schwedische Kapitän der MD-87 versuchte die Maschine abzuheben. Da jedoch beim Aufprall das rechte Triebwerk verloren gegangen war und das linke durch Einsaugen von Trümmerteilen an Schub verlor, erreichte das Flugzeug lediglich eine Höhe von etwa 12 m und stürzte wieder zu Boden. Der Kapitän versuchte nun mittels Schubumkehr und Bremsen die Maschine anzuhalten, welche das rechte Hauptfahrwerk verloren hatte. Dennoch prallte die MD-87 mit etwa 250 km/h in einen am Ende der Startbahn befindlichen Hangar. Dabei und beim anschließenden Feuer starben alle Insassen der Maschine sowie vier italienische Bodenmitarbeiter. Vier weitere Hangararbeiter wurden verletzt.

## Ursachen
Neben dem Fehler der Piloten der Cessna identifizierte die italienische Behörde für Flugunfalluntersuchung (ANSV) auch eine Reihe weitere Unfallursachen.
- Der Flughafen verfügte zum Unglückszeitpunkt nicht über ein funktionierendes Bodenradar, obwohl bereits einige Jahre zuvor dessen Installation und Inbetriebnahme möglich gewesen wäre. Das System ging wenige Monate später in Betrieb.
- Die Leittafeln entlang der Rollfelder entsprachen nicht den offiziellen Richtlinien. Nachdem die Cessna irrtümlich Rollfeld R6 erreicht hatte, konnten die Piloten diesen Fehler nicht mehr erkennen.
- Als die Piloten der Cessna korrekterweise an einer Haltemarkierung stoppten und ihren Standort (S4) an die Bodenkontrolle durchgaben, reagierte diese nicht, da die Markierung nicht auf deren Karten verzeichnet war.
- Keiner der beiden Piloten der Cessna war für Landungen mit einer Sichtweite unter 550 m zertifiziert, sie waren jedoch nur wenige Minuten vor dem Unglück unter entsprechend schlechten Sichtbedingungen gelandet.

Am 16. April 2004 erkannte das Gericht in Mailand vier Personen für schuldig:
- Flughafendirektor Vincenzo Fusco und Fluglotse Paolo Zacchetti wurden zu jeweils acht Jahren Gefängnisstrafe verurteilt.
- Der ehemalige Vorgesetzte der Fluglotsengesellschaft, Sandro Gualano, sowie Francesco Federico, ehemaliger Flughafenchef, wurden zu jeweils 6½ Jahren verurteilt.

Im Berufungsverfahren wurden am 7. Juli 2006 die beiden Flughafenchefs freigesprochen und vier weitere Personen verurteilt.

## Opfer
| Nationalität           | SAS 686      | SAS 686 | Cessna       | Cessna | Boden | Total |
| Nationalität           | Passa- giere | Crew    | Passa- giere | Crew   | Boden | Total |
| ---------------------- | ------------ | ------- | ------------ | ------ | ----- | ----- |
| Italien                | 58           | -       | 2            | -      | 4     | 64    |
| Schweden               | 17           | 3       | -            | -      | -     | 20    |
| Dänemark               | 16           | 3       | -            | -      | -     | 19    |
| Finnland               | 6            | -       | -            | -      | -     | 6     |
| Norwegen               | 3            | -       | -            | -      | -     | 3     |
| Deutschland            | -            | -       | -            | 2      | -     | 2     |
| Vereinigtes Königreich | 2            | -       | -            | -      | -     | 2     |
| Rumänien               | 1            | -       | -            | -      | -     | 1     |
| Südafrika              | 1            | -       | -            | -      | -     | 1     |
| Total                  | 104          | 6       | 2            | 2      | 4     | 118   |

Insgesamt kamen bei dem Unglück 118 Menschen aus neun verschiedenen Herkunftsländern ums Leben, wobei mehr als die Hälfte der Opfer Italiener waren. Ein britischer Fluggast der SAS-Maschine hatte außerdem auch die US-amerikanische Staatsbürgerschaft.
Am 12. und 13. Oktober wurden für die Opfer in Dänemark, Norwegen, Schweden sowie Italien Gedenkgottesdienste abgehalten. Im März 2002 wurde im Gedenken an die Verstorbenen im Forlanini Park in der Nähe des Flughafens ein Wald mit 118 Buchen und einer Skulptur des schwedischen Künstlers Christer Bording eröffnet.
Die beiden Mailander Fußballclubs AC und Inter (Derby della Madonnina) trugen am 1. September 2002 das Benefizspiel „Für die Opfer von Linate“ aus. Die Einnahmen kamen den Familien der Opfer zugute.

## Verfilmung
In der kanadischen Fernsehserie Mayday – Alarm im Cockpit wurde der Unfall in Staffel 11, Episode 12 The Invisible Plane (deutscher Titel: Kollision auf der Rollbahn) nachgestellt.